# رولز-رویس بیبی
رولز-رویس بیبی (آلمانی: Rolls-Royce Baby) یک فیلم سکسنتفاعی سوئیسی به کارگردانی اروین س. دیتریش است که در سال ۱۹۷۵ منتشر شد. از بازیگران فیلم می‌توان به لینا رومای اشاره کرد. این فیلم دارای چند صحنهٔ فرج‌لیسی واقعی است.